# جورج ونت
جورج وِنت (به انگلیسی: George Wendt؛ ۱۷ اکتبر ۱۹۴۸ – ۲۰ مهٔ ۲۰۲۵) بازیگر اهل ایالات متحده آمریکا بود. وی از سال ۱۹۷۸ میلادی، تا سال ۲۰۲۳ میلادی، مشغول فعالیت بود.

## گزیده فیلم‌شناسی
از جمله فیلم‌هایی که وی در آن‌ها نقش داشته است، می‌توان به در مظان جرم، گانگ هو، قایق دریاچه، پرایم گیگ، بدون عشق‌بازی کوچک، خارج از مشیت الهی، بادیگارد من، ادموند، لباس ساده و همیشه جوان اشاره کرد.

## درگذشت
ونت، در ۲۰ مهٔ ۲۰۲۵، بر اثر ایست قلبی در خواب، در سن ۷۶ سالگی درگذشت. او در اوخر عمر، به بیماری کلیوی مزمن و هیپرلیپیدمی مبتلا شده‌بود.